# 460
Період падіння Західної Римської імперії. У Східній Римській імперії триває правління Лева I Макелли. У Західній правління Майоріана, значна частина території окупована варварами, зокрема в Іберії утворилося Вестготське королівство, а Північну Африку захопили вандали, у Тисо-Дунайській низовині утворилося Королівство гепідів. У Південному Китаї правління династії Лю Сун. В Індії правління імперії Гуптів. У Японії триває період Ямато. У Персії править династія Сассанідів.
На території лісостепової України Черняхівська культура. Історики VI століття згадують плем'я антів, що мешкало на території сучасної України приблизно з IV сторіччя. У Північному Причорномор'ї центр володінь гунів.

## Події
- Імператор Західної Римської імперії Майоріан при допомозі вестготів короля Теодоріха II провів успішну кампанію проти свевів на території теперішньої Португалії.
- Король вандалів Гейзеріх, побоюючись римського вторгнення, запропонував Майоріану мир, але римляни відмовилися. Вандали розграбували Мавританію й отруїли криниці. Потім вони розбили римський флот, і Майоріан був змушений укласти мир.
- Ефталіти підкорили собі залишки Кушанської імперії й увійшли в Індію.